# 諸羅八景
諸羅八景或諸羅六景原是清朝志書中選出的嘉義勝景，名單經過數度更迭。1995年，透過票選選出目前的諸羅八景為：蘭潭、嘉義市文化中心、嘉義公園、阿里山火車、嘉義植物園、蘭潭後山公園、彌陀寺和文化路夜市。

## 清治時期
1683年（康熙二十二年）施琅攻克明鄭，將明鄭版圖納入清帝國版圖後，一開始在臺灣南部沿海平原一帶設有一府三縣，府有府八景、縣有縣六景。根據1717年（康熙五十六年）周鍾瑄、陳夢林所著的《諸羅縣志》記載，諸羅縣六景為：玉山雲淨、檨圃風清、北香秋荷、水沙浮嶼、雞籠積雪、龍目甘泉。
1742年（乾隆七年），劉良璧主修的《重修福建臺灣府志》中，則較六景少了「雞籠積雪」，多了「梅坑月霽、月嶺曉翠、牛溪晚嵐」三項，成為八景。1762年（乾隆二十七年），由衛克堉選定「玉山雪淨、蘭井泉甘、羨圃風清、北香秋荷、南浦春草、梅坑月霽、月嶺曉翠、牛溪晚嵐」為諸羅八景。:49:17
另外亦有古八景「北湖荷香、南浦草青、萬山倒影、月嶺曉翠、蘭井泉甘、檨園風晴、梅坑月霽、虞溪晚渡」的說法。:17
上述諸景中，真正在今嘉義市境的有「蘭井泉甘、羨圃風清、北香秋荷、南浦春草、萬山倒影」:44、48-49：
- 蘭井泉甘即今紅毛井，位於蘭井里蘭井街旁，相傳為荷蘭人開鑿，已被市府立碑加以保存。
- 羨圃風清指今文昌里雙忠廟旁中正路、忠孝路一帶，原為大片芒果園，現已半棵不存。
- 北香秋荷為北香湖湖景，湖址約在今埤子頭、台斗坑之間，到2002年時北香湖已完全消失，故市府2009年在舊址辦理「北香湖再現工程」，依1945年的舊樣貌打造，今為北香湖公園。
- 南浦春草在今朝陽街、民國路交會處附近，原為一片草原，今已全是建築物。
- 萬山倒影指東門龍王廟前的「萬山倒影池」，約在今公明路、和平路、共和路、中山路之間，日治後期即已不存，今全為街坊。[5]:44-49[6]:18-19

## 民國時期
二次世界大戰後，在1948年（民國三十七年）、1995年（民國八十四年）分別有兩次選出新的八景，名單如下：
1948年評定版
| 蘭潭泛月 （蘭潭）     | 檜沼垂綸 （貯木池）     | 彌陀曉鐘 （彌陀寺） | 康樂暮鼓 （中正公園） |
|                       | －                      | －                  | －                    |
| 公園雨霽 （嘉義公園） | 林場風清 （嘉義植物園） | 鷺橋跨浪 （白鷺橋） | 橡苑聽鶯 （北香湖）   |
|                       |                         | －                  | －                    |

1995票選新八景
| 蘭潭       | 嘉義市文化中心 | 嘉義公園 | 阿里山小火車 |
|            | －             |          |              |
| 嘉義植物園 | 蘭潭後山公園   | 彌陀寺   | 文化路夜市   |
| －         |                | －       |              |

## 解
1. ↑  位於嘉義市文化中心旁。
2. ↑  後來改名為軍輝橋。